# 田口佐波主
田口 佐波主（たぐち の さわぬし）は、平安時代初期の貴族。官位は正四位下・神祇伯、贈従三位。

## 経歴
淳和朝の天長5年（828年）従五位下に叙爵。
太皇太后・橘嘉智子の外戚であったことから、橘嘉智子所生の正良親王が即位（仁明天皇）すると、承和元年（834年）二階昇進して正五位下、承和2年（835年）従四位下と急速に昇進を果たした。のち、右京大夫・武蔵守を歴任する一方、承和11年（844年）従四位上、承和13年（846年）正四位下と累進した。
承和14年（847年）2月に神祇伯に任ぜられるが、同年閏3月23日卒去。最終官位は神祇伯正四位下。没後、太皇太后の外戚として従三位の贈位を受けた。

## 官歴
『六国史』による。
- 時期不詳：正六位上
- 天長5年（828年） 正月7日：従五位下
- 承和元年（834年） 正月7日：正五位下（越階）
- 承和2年（835年） 正月7日：従四位下
- 承和7年（840年） 6月10日：右京大夫
- 承和9年（842年） 8月11日：武蔵守
- 承和11年（844年） 正月7日：従四位上
- 承和13年（846年） 正月7日：正四位下
- 承和14年（847年） 2月11日：神祇伯。閏3月23日：卒去（神祇伯正四位下）、贈従三位